# Myrmechis urceolata
Myrmechis urceolata là một loài thực vật có hoa trong họ Lan. Loài này được Tang & K.Y.Lang mô tả khoa học đầu tiên năm 1996.